# Echinopodium coheri
Echinopodium coheri är en tvåvingeart som beskrevs av Duret 1974. Echinopodium coheri ingår i släktet Echinopodium och familjen svampmyggor. Inga underarter finns listade i Catalogue of Life.